# Gisostola melancholica
Gisostola melancholica là một loài bọ cánh cứng trong họ Cerambycidae.